# Kardinalmyzomela
Kardinalmyzomela (Myzomela cardinalis) är en fågel i familjen honungsfåglar inom ordningen tättingar.

## Utbredning och systematik
Kardinalmyzomela delas in tre grupper av i åtta underarter med följande utbredning:
- Myzomela cardinalis pulcherrima – förekommer på Salomonöarna (San Cristóbal och Ugi)
- Myzomela cardinalis sanfordi – förekommer på Rennell (sydöstra Salomonöarna)
- Myzomela cardinalis santaecrucis – förekommer på Salomonöarna (Santa Cruzöarna och Torressundöarna)
- Myzomela cardinalis tucopiae – förekommer på Tikopia (nordöst om Banks Islands)
- Myzomela cardinalis tenuis – förekommer i norra Vanuatu
- Myzomela cardinalis cardinalis – förekommer i södra Vanuatu
- Myzomela cardinalis lifuensis – förekommer på Lojalitetsöarna

Samoamyzomelan inkluderades tidigare i kardinalmyzomelan.

## Status
IUCN kategoriserar arten som livskraftig.

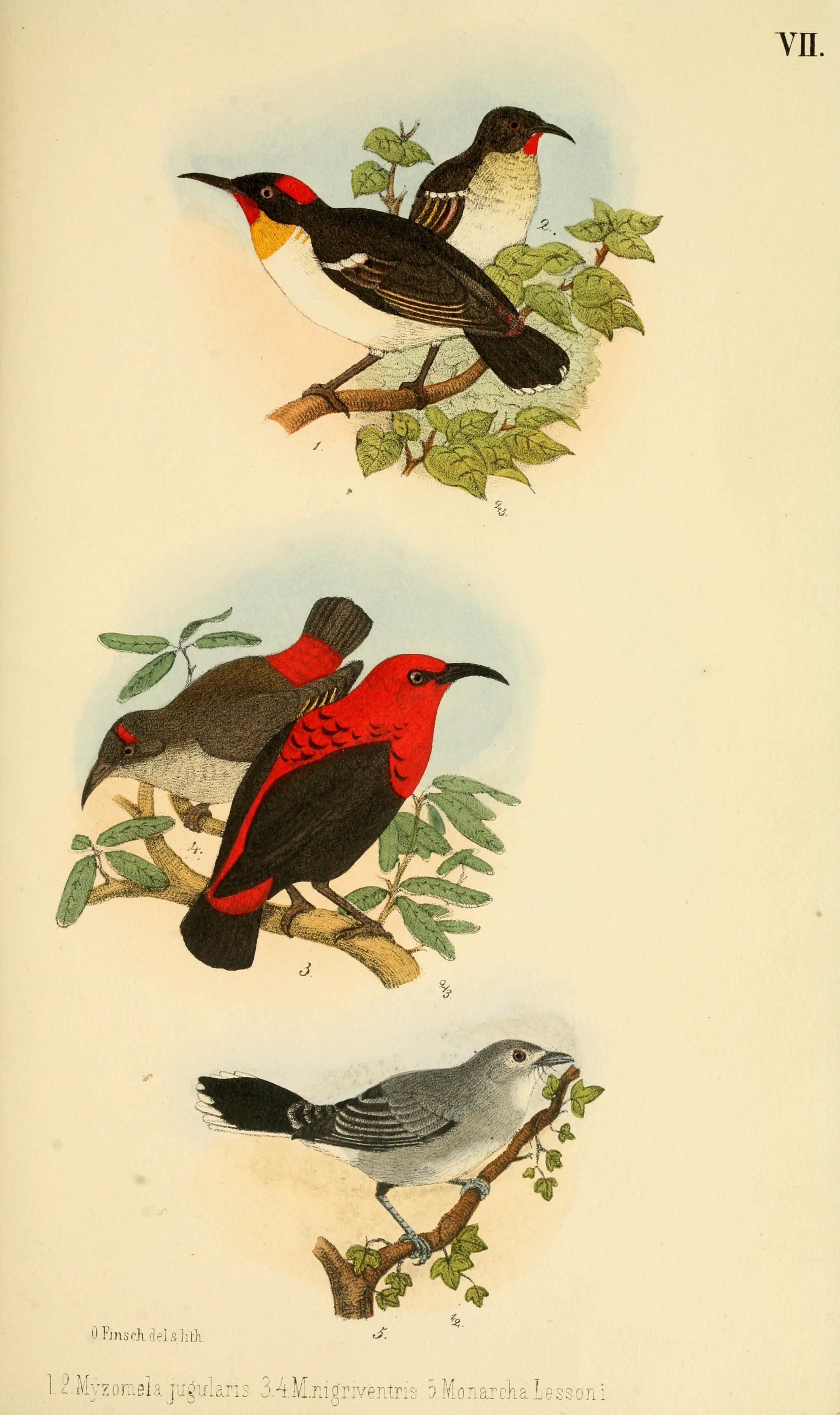